# Rudolf Strobl
Rudolf Strobl (Opava (Gmina Lubawka), 15 d'abril, 1831 - Varsòvia, 14 de maig, 1915), fou un pianista i professor de música polonès d'origen alemany.
Va començar a aprendre piano amb el seu pare i el va continuar al Conservatori de Viena amb Robert Volkmann (1815–1883) i Josef Fischhof (1804–1857). Es va convertir en professor de música a Zhytomyr, i des de 1855 va viure a Varsòvia.
Durant els anys 1866–1896 va ensenyar a l'Institut de Música de Varsòvia, i durant els anys 1888–1891 va exercir de director, succeint a Aleksander Zarzycki, qui, com a subjecte austríac, va haver de deixar aquest càrrec a causa dels canvis en la llei sobre l'ocupació de ciutadans de països estrangers.
Els alumnes de Rudolf Strobel van incloure, entre d'altres: compositor, pianista, acompanyant, professor Antoni Zygmunt Biliński, Władysław Biliński, Anna Bilińska, Henryk Bobiński, Ignacy Jan Paderewski, Józef Śliwiński, Aleksander Różycki, Henryk Melcer-Szczawiński, Antoinette Szumowska-Adamowska i Henryk Melcer-Szczawiński.
I.J.Paderewski li va dedicar el seu Impromptu en fa major.